# 湘南乃風リーダーRED RICEのNULL MAX
湘南乃風リーダーRED RICEのNULLMAX（しょうなんのかぜリーダーレッドライスのヌルマックス）はニコニコ生放送で2010年11月から2011年10月まで月1回放送されているバラエティ番組である。

## 番組内容
番組テーマは「ユーザー参加型企画会議番組」。
番組タイトルから企画まで、ユーザーと共に作り上げていく番組。番組自体を「企画会議」としており、視聴しているユーザーは「会議参加者」、ゲストは「ブレーン」と呼ばれている。
またパーソナリティーのRED RICE以外にドワンゴ社員も出演している。
当初は月2回放送だったが、7回目以降は月1回放送となった。

## 番組タイトル
初回放送時のタイトルは「湘南乃風リーダーRED RICEのタイトル未定の番組」であった。
そこで初回放送では番組タイトルを募集。様々なタイトル案が集まる中、生放送中にRED RICEが言い放った「ぬるぬるなめこ汁」がユーザーの支持を受け、危うく「湘南乃風リーダーRED RICEのぬるぬるなめこ汁」にタイトルが決まりかける。
そして放送終了間際にRED RICEがタイトルを叫び、ユーザーにコメントを呼びかけようとした時、偶然「ぬるマーックス！」と叫んだ為、タイトルが「ぬるMAX」に決定。
またタイトルの意味は「NULL=空っぽ」な事を「MAX=全力」で行う番組、と後付けされた。その後第二回放送で「ぬる」部分が「NULL」に変更された。

## 出演者

### パーソナリティー
- RED RICE（湘南乃風）

### レギュラー出演者
下記のメンバーは当初全員出演出演していたが、第7回以降は週替わりで出演し、第10回以降は出演していない。
- ゆーやん（構成作家）
- 作野聡一郎（番組担当のドワンゴ社員）
- 奥井昌久（ドワンゴ社員）

### ゲスト（ブレーン）
- 野倉（トイズファクトリー）（第2回）※奥井が「嫁の実家に行くという」事情で欠席したため、代役で出演。
- ゲッターズ飯田（第4回）
- SHOCK EYE（湘南乃風）（第4回）※途中飛び入りで出演。
- 笠原美香（第6回）
- たかはしゆい（SDN48）（第7回）
- 浦えりか（中野風女シスターズ）（第8回）
- Michiru（第9回）
- 若旦那（湘南乃風）（第10回）
- SHOCK EYE（湘南乃風）（第10回）※途中飛び入りで出演。
- GOKIGEN SOUND（第11回）
- Bee Bee（第12回）
- 井上淳矢（大つけ麺博プロデューサー）（第12回）
- SHOCK EYE（湘南乃風）（第13回）

## 主なコーナー

### RED RICEをプロデュース
パーソナリティRED RICEが様々な企画に挑戦していく企画。
現在までに「クイズ番組の司会に挑戦！」「グルメリポーターに挑戦！」「ツイッターに挑戦！」を行っている。

### クイズRED RICE
RED RICEがクイズの司会に挑戦する企画。

### お悩みプロデュース
ユーザーからの悩みを受け付け、プロデュースしていく企画。
企画スタート時、ドワンゴ作野が「同じドワンゴ内に好きな人がいて、どうしたらいいかわからない」という悩みを打ち明けた。

### 目指せ歌手デビュー！RED RICEプロデュース女性ユニット企画
「歌手としてデビューする」を目標にRED RICEが女性ユニットをプロデュースする企画。
第5回、第6回放送にてユニット名が「ITADAKI」(いただき)に決定。
現在、「ITADAKI」のメンバーを募集中。
応募条件は「男女・年齢・プロアマ問わず、RED RICEにプロデュースして欲しい女性」。
応募者は自分をＰＲする動画撮影し、ニコニコ動画にタグ「NULLMAX」で投稿。

### 番組ロゴ募集
番組のロゴをユーザーから募集する企画。
現在はキノコをモチーフとしたロゴが番組ロゴとして暫定的に決定している。

### 番組ジングル募集
番組のオープニングで使うジングルをユーザーから募集する企画。
基本ルールは「ぬるまっくす」という声を入れること。

## エピソード
- 第4回放送でゲストの占い師、ゲッターズ飯田の噂を駆けつけたSHOCK EYEが緊急出演。その際ゲッターズ飯田は「湘南乃風メンバーの中で一番運気を持っているのはSHOCK EYE」と鑑定。しかもその運気は凄まじく「歩くパワースポット」と称され、「SHOCK EYEの画像を携帯待ち受けにすると運気が上がる」と付け加えた。
- 第9回放送でRED RICEがツイッターに挑戦する企画が行われる。番組当初からアナログ人間を公言していたRED RICEだったが、発売されたばかりのiPad 2を持って登場(放送はiPad 2発売日の翌日)。その後、生放送中にメールアドレス、パスワードを入力する所からチャレンジし、見事ツイッターアカウントを取得。ツイッターデビューを果たした。
- 第10回放送で「NULLMAXゼミナール 『風伝説』特別対策ゼミ！」企画を行った際、ツアーのタイトル「風伝説～大暴風興行夏場所 八百長なしの真剣勝負!金銀天下分け目の天王山ツアー 2011～」は元々「風伝説～夏場所 はっけよい のこったツアー～」だったと明かした。これはRED RICEが発案したもので、若旦那がこれに賛同。2人の中ではステージに土俵を作ったり、メンバーがまわし姿になった横綱風写真を飾ったりとステージプランまで立てていたが、スタッフからの猛反対を受け却下された。

## スタッフ
- 構成：ゆーやん
- ブレーン：奥井昌久
- ディレクター：鈴木利享
- 制作担当：作野聡一郎